# Vocal house
O vocal house é um gênero musical relacionado à house music que estava em primeiro plano no final dos anos 80 e início dos anos 90. É muitas vezes composto por uma alma de voz profunda (geralmente cantada por mulheres divas do jazz) e um piano, em certa fase da música. Outras amostras geralmente incluem loops de jazz e baixos da disco.
Suas raízes remontam aos Estados Unidos, embora influências posteriores tenham vindo da Itália e das Ilhas Baleares.
Nos anos de 2000 e 2010, o gênero ainda é popular; muitos DJs que procuram fazer aparições com cantores para seus instrumentais.